# Hanna Malmberg
Hanna Helena Madelaine Malmberg, född 11 augusti 1980 i Arboga, är en svensk skådespelare, dansare och yogainstruktör. Hon arbetar även med utsatta ungdomar och familjer, som särskilt kvalificerad kontaktperson.
Hanna Malmberg har studerat vid Teaterhögskolan i Malmö (2003-2007). Hon gjorde sig känd som Melitta i SVT:s julkalender 1996, Mysteriet på Greveholm och uppmärksammades för rollen som Sussie i TV-serien Häxdansen som sändes i Sveriges Television våren 2008.
Utöver filmskådespeleri har Hanna lång erfarenhet inom teater och dans. Hon är utbildad på Kungliga Svenska Balettskolan i Stockholm och har periodvis varit anställd på Gävle Folkteater och Stockholms Stadsteater där hon arbetat med bland annat Alexander Mørk-Eidem och Peter Oscarsson.
År 2011 arbetade Hanna med den Oscarsnominerade regissören Björn Runge på filmen Happy End där hon spelade mot Gustaf Skarsgård och Ann Petrén och i början av 2014 medverkade hon i SVT:s TV-serie Tjockare än vatten.

## Filmografi
- 1996 – Mysteriet på Greveholm (TV-serie)
- 2005 – Lisa
- 2008 – Häxdansen (TV-serie)
- 2011 – Happy End
- 2012 – Mysteriet på Greveholm – Grevens återkomst (TV-serie)
- 2013 – Tjockare än vatten (TV-serie)
- 2020 – Morden i Sandhamn (TV-serie)

## Teater

### Roller (ej komplett)
| År   | Roll               | Produktion                               | Regi                 | Teater                 |
| ---- | ------------------ | ---------------------------------------- | -------------------- | ---------------------- |
| 2009 | Caroline Bonacieux | De tre musketörerna Alexander Mørk-Eidem | Alexander Mørk-Eidem | Stockholms stadsteater |